# Antônio Ribeiro (compositor)
Antonio Tavares Ribeiro (Cataguases, 1971) é um compositor brasileiro.

## Biografia
Foi o último aluno de Camargo Guarnieri. Estudou música eletroacústica com Flô Menezes. Formou-se em piano na Escola Municipal de Música de São Paulo e graduou-se em composição e regência no Instituto de Artes da Universidade Estadual Paulista. Foi professor e diretor da Escola Municipal de Música de São Paulo e assessor pegagógico do Conservatório de Tatuí. É autor de cerca de 110 composições, tanto para orquestra sinfônica quanto para piano solo e diversas formações, além de música eletroacústica. Participou do Festival Música Nova, da Bienal de Música Eletroacústica de São Paulo e da Bienal de Música Contemporânea Brasileira do Rio de Janeiro. Recebeu o prêmio de Melhor Obra Vocal na Bienal de Música Contemporânea Brasileira da Funarte, em 2007.
Entre suas principais obras se encontram a canção Retrato (1994, sobre poema de Cecília Meireles). as Quatro Miniaturas para Flauta e Cordas, a canção Cidadezinha Qualquer, o moteto policoral A Flor Nasceu (2008) e o Concertino para Fagote e Orquestra (2007).

## Obras
- Retrato (1994) - canção sobre poema de Cecília Meireles
- Cidadezinha Qualquer,  A Flor Nasceu (2008) - moteto policoral
- Concertino para Fagote e Orquestra (2007)
- Quatro Miniaturas para Flauta e Cordas
- Quadrinhas - canto e piano [7].
- O coração - canto e piano
- Poema dos olhos da amada - canto e piano
- Triste Bahia - canto e piano